# Oudendijk (Brabant-Septentrional)
Pour les articles homonymes, voir Oudendijk.
Oudendijk est un village situé dans la commune néerlandaise d'Altena, dans la province du Brabant-Septentrional.